# João Augusto da Silva Furtado
 João Augusto da Silva Furtado  Ilha Terceira, Açores, Portugal, 26 de Julho de 1852 foi um padre português.

## Biografia
O padre João Augusto da Silva Furtado, foi cura ena cidade de Ponta Delgada (Santa Cruz das Flores), da ilha das Flores, em Santo António (São Roque do Pico), da ilha do Pico, na Calheta (Açores), na ilha de São Jorge, e vigário na freguesia das Quatro Ribeiras, concelho da Praia da Vitória e vigário de São Pedro da freguesia da Ribeirinha (Angra do Heroísmo), do concelho de Angra do Heroísmo na ilha Terceira. 
Colaborou com diversos jornais do arquipélago dos Açores.